# Division I 1992-1993
La Division I 1992-1993 è stata la 90ª edizione della massima serie del campionato belga di calcio disputata tra il settembre 1992 e il maggio 1993 e conclusa con la vittoria del Anderlecht, al suo ventiduesimo titolo.
Capocannoniere del torneo fu Josip Weber (Club Bruges), con 31 reti.

## Formula
Come nella stagione precedente le squadre partecipanti furono 18 e disputarono un turno di andata e ritorno per un totale di 34 partite.
Le ultime 2 classificate retrocedettero in Division 2.
Le società ammesse alle coppe europee furono cinque: la squadra campione si qualificò alla UEFA Champions League 1993-1994, altre tre alla Coppa UEFA 1993-1994 e la vincitrice della coppa nazionale alla Coppa delle Coppe 1993-1994.

## Classifica finale
|    | Classifica         | G  | V  | N  | P  | GF | GS | Dif | Pt |
| -- | ------------------ | -- | -- | -- | -- | -- | -- | --- | -- |
| 1  | Anderlecht         | 34 | 26 | 6  | 2  | 80 | 24 | 56  | 58 |
| 2  | Standard Liegi     | 34 | 18 | 9  | 7  | 69 | 43 | 26  | 45 |
| 3  | KV Mechelen        | 34 | 18 | 6  | 10 | 53 | 33 | 20  | 42 |
| 4  | KSV Waregem        | 34 | 17 | 8  | 9  | 78 | 45 | 33  | 42 |
| 5  | Anversa            | 34 | 17 | 7  | 10 | 61 | 42 | 19  | 41 |
| 6  | Club Bruges        | 34 | 16 | 8  | 10 | 49 | 32 | 17  | 40 |
| 7  | Sporting Charleroi | 34 | 16 | 8  | 10 | 58 | 46 | 12  | 40 |
| 8  | KSK Beveren        | 34 | 15 | 7  | 12 | 47 | 42 | 5   | 37 |
| 9  | Gent               | 34 | 12 | 10 | 12 | 51 | 51 | 0   | 34 |
| 10 | Lierse SK          | 34 | 12 | 7  | 15 | 41 | 51 | -10 | 31 |
| 11 | RWD Molenbeek      | 34 | 10 | 11 | 13 | 39 | 45 | -6  | 31 |
| 12 | Club Liégeois      | 34 | 10 | 8  | 16 | 48 | 71 | -23 | 28 |
| 13 | Cercle Brugge      | 34 | 9  | 10 | 15 | 65 | 73 | -8  | 28 |
| 14 | Germinal Ekeren    | 34 | 10 | 7  | 17 | 57 | 67 | -10 | 27 |
| 15 | KRC Genk           | 34 | 8  | 11 | 15 | 37 | 50 | -13 | 27 |
| 16 | KFC Lommel         | 34 | 9  | 4  | 21 | 42 | 79 | -37 | 22 |
| 17 | KSC Lokeren        | 34 | 4  | 12 | 18 | 32 | 58 | -26 | 20 |
| 18 | Boom FC            | 34 | 6  | 7  | 21 | 40 | 95 | -55 | 19 |

### Verdetti
- RSC Anderlecht campione del Belgio 1992-93.
- KSC Lokeren e Boom FC retrocesse in Division II.